# Internationale Hochschule Calw
Die Internationale Hochschule Calw (IHC) war eine private, staatlich anerkannte Fachhochschule in Calw. Ihre Studiengänge Intermediale Kunsttherapie (M.A.) und Innovative Veränderungsprozesse – Coaching und Systementwicklung (M.A.) sind am 1. April 2011 mit dem Sommersemester 2011 an die MSH Medical School Hamburg übergegangen.

## Geschichte
Gegründet wurde die Hochschule als Akademie im Jahr 1993. Durch Kabinettsbeschluss der Landesregierung Baden-Württemberg 1998 und erneut durch externe Begutachtung 2004 durch den Ministerrat des Landes Baden-Württemberg war die Hochschule staatlich anerkannt mit dem Recht den akademischen Mastergrad (Master of Arts, M.A.) zu verleihen. Träger war das Zentrum für neue Lernverfahren (ZNL) - Gemeinnützige Gesellschaft für Weiterbildung mbH, Sitz Calw. Die Hochschule finanzierte sich aus den Studiengebühren. Die Lehrveranstaltungen fanden in den Räumen der Landesakademie für Fortbildung und Personalentwicklung an Schulen in Bad Wildbad statt.
Im Wintersemester 2008/2009 begann der 20. Jahrgang mit dem Studium Kreativpädagogik und Intermediale Künstlerische Therapien (expressive arts therapy).